# Бурлаков, Давыд Агеевич
Давыд (Давид) Агеевич Бурлако́в (1905, с. Казанка, Петропавловский уезд, Акмолинская область, Российская империя — 1967, Целиноградская область, Казахская ССР, СССР) — председатель сельхозартели «Победа» Акмолинского района Акмолинской области. Герой Социалистического Труда (1957).

## Биография
Родился в 1905 году в крестьянской семье в деревне Казанка Петропавловского уезда, Акмолинской области (ныне — Жамбылский район Северо-Казахстанской области).
С 1929 года работал в сельхозартели «Прибой» (позднее была последовательно переименована в сельхозартель «Красная Заря» и «Победа»). В 1931 году был избран председателем сельхозартели «Победа» в селе Новоишимка. Руководил этим сельскохозяйственным предприятием до 1959 года (с перерывами), когда был назначен председателем исполнительного комитета Новоишимского сельского совета.
Указом Президиума Верховного Совета СССР от 11 января 1957 года за особо выдающиеся успехи, достигнутые в работе по освоению целинных и залежных земель, и получение высокого урожая удостоен звания Героя Социалистического Труда с вручением ордена Ленина и золотой медали «Серп и Молот».
В 1961 году вышел на пенсию.
Скончался в 1967 году. Похоронен на кладбище села Жанаесиль Целиноградского района Акмолинской области.